# Kyselina thiooctová
Kyselina thiooctová (systematický název ethanthiová S-kyselina) je organická sloučenina se vzorcem CH3COSH. Tato žlutá kapalina s thiolovým zápachem se používá v organické syntéze k zavádění thiolových skupin do molekul.

## Příprava a vlastnosti
Kyselina thiooctová se připravuje reakcí acetanhydridu se sulfanem:
(CH3C(O))2O + H2S → CH3C(O)SH + CH3CO2H
Další možností je příprava z sulfidu fosforečného a koncentrované kyseliny octové a následnou destilací.
Kyselina thiooctová obvykle obsahuje příměs kyseliny octové.
Kyselina octová prakticky nevytváří thionovou formu, vyskytuje se jako thiolový tautomer, protože vazba C=O je silnější než vazba C=S.

## Reaktivita

### Kyselost
S pKa 3,33 je kyselina thiooctová přibližně 15krát kyselejší než kyselina octová. Její konjugovanou zásadou je thooctanový anion:
CH3COSH → CH3COS− + H+
V neutrálních roztocích je zcela ionizována.

### Thiooctanový anion
Většina reakcí kyseliny thiooctové probíhá na thiooctanovém aniontu. Jeho soli, například thiooctan draselný, se používají na přípravu thioacetátových esterů. Tyto estery lze následně hydrolyzovat za vzniku thiolů. Příprava thiolu z alkylhalogenidu probíhá ve čtyřech krocích, přičemž některé z nich lze postupně provést ve stejné nádobě.
CH3C(O)SH + NaOH → CH3C(O)SNa + H2O
CH3C(O)SNa + RX → CH3C(O)SR + NaX (X = Cl, Br, I, etc)
CH3C(O)SR + 2 NaOH → CH3CO2Na + RSNa + H2O
RSNa + HCl → RSH + NaCl
Schopnosti kyseliny thiooctové vytvářet radikály se využívá při radikály řízených nukleofilních adicích na cykloalkeny za vzniku thioesterů, do reakční směsi se přitom přidává azobisisobutyronitril:

## Redukční acetylace
Soli kyseliny thiooctové lze použít na přeměnu nitroarenů na arylacetamidy; tato reakce se využívá při výrobě léčiv, jako je například paracetamol.